# 스티브 두다
스티브 두다(영어: Steve Duda)는 미국의 DJ, 음악 프로듀서, 오디오 엔지니어, 소프트웨어 엔지니어다. 캐나다 음반 프로듀서이자 DJ Deadmau5와 함께 "BSOD"와 "WTF?"라는 이름으로 진행한 2000년대 중반의 협업 전자 음악 프로젝트로 가장 잘 알려져 있다. 그리고 음반 레이블이자 디지털 음악 소프트웨어 회사인 Xfer Records의 창립자이자 소유자이기도 하다. 그는 또한 VST 플러그인 세럼을 만든 것으로도 잘 알려져 있다.